# زیرکونیوم (IV) یدید
زیرکونیوم(IV) یدید (به انگلیسی: Zirconium(IV) iodide) با فرمول شیمیایی ZrI۴ یک ترکیب شیمیایی است. که جرم مولی آن 598.842 g/mol می‌باشد. شکل ظاهری این ترکیب، نارنجی-زرد بلورین است.